# ブリュアンゾーン

逆格子とその第一ブリユアンゾーン。(a) 正方格子 の場合、(b) 六方格子の場合。

- ブリユアンゾーン
- ブリルアンゾーン

ブリユアンゾーン（英: Brillouin Zone、略称BZ）とは、逆格子におけるウィグナーザイツ胞のことである。ブリルアンゾーン、ブリユアン域とも言われる。
ある逆格子点の周りの逆格子点の垂直二等分面によって作られる領域は、無数にできるが、その中で最小の領域のことを第一ブリユアンゾーンという。それ以外は、第二ブリユアンゾーン、第三、、と称していく。
ブリュアンゾーンは固体物理学において、波の散乱による回折条件を表現するために広く用いられている。これは、電子のエネルギーバンド理論などの説明に便利である。たとえば波数ベクトルがブリュアンゾーン上にあるとき、電子波のブラッグ反射が起きる。

## 結晶内の電子とブリュアンゾーン
量子力学では、波動関数をψとし、Rを実空間での結晶内の適当な実格子ベクトルとすると、
{\displaystyle \psi _{\mathbf {k} }(\mathbf {r} +\mathbf {R} )=e^{i\mathbf {k} \cdot \mathbf {R} }\psi _{\mathbf {k} }(\mathbf {r} )}
が成り立つようなkが存在する。このkは波数ベクトルである（参照：ブロッホの定理）。
波数ベクトルkの集合を波数空間（k空間）と呼ぶ。また、任意の逆格子ベクトルGとRとは、
{\displaystyle e^{i\mathbf {G} \cdot \mathbf {R} }=1}
という関係があるため、kとk+Gは等価であり、これは第一ブリュアンゾーンのみを考えればよいことを意味する。

## k点

対称性ラベルを付した面心立方格子構造の第一ブリュアンゾーン

ブリュアンゾーン内においてメッシュによって区分された各点(Sampling points)のことをk点（k-point）と呼ぶ。ブリュアンゾーン上のk点のうち、対称性の良い点に特に名称が付いており、X、L、Δ、Λ、Σなどの記号を付ける。ブリュアンゾーン内部はギリシャ文字で、表面はアルファベットで記す。
なお大文字のK点は、k点とは意味が異なり、対称性を表す記号Kのことを意味する。
| 記号         | 説明                               |
| ------------ | ---------------------------------- |
| Γ            | ブリュアンゾーンの中心（原点）     |
| 単純な立方体 |                                    |
| M            | 辺の中心                           |
| R            | 端点                               |
| X            | 面の中心                           |
| 面心立方     |                                    |
| K            | ２つの六角形面をつなぐ辺の中心     |
| L            | 六角形面の中心                     |
| U            | 六角形面と正方形面をつなぐ辺の中心 |
| W            | 端点                               |
| X            | 正方形面の中心                     |
| 体心立方     |                                    |
| H            | ４つの辺をつなぐ端点               |
| N            | 面の中心                           |
| P            | ３つの辺をつなぐ端点               |
| 六方晶       |                                    |
| A            | 六角形面の中心                     |
| H            | 端点                               |
| K            | ２つの長方形面をつなぐ辺の中心     |
| L            | 六角形面と長方形面をつなぐ辺の中心 |
| M            | 長方形面の中心                     |